# Suriname-China Friendship Association
De Suriname-China Friendship Association is een Chinees-Surinaamse vereniging met het doel om de uitwisseling tussen de bevolking van beide landen te bevorderen. De vereniging organiseert jaarlijks vriendschappelijke activiteiten. Ook worden Surinamers daarvoor naar China uitgenodigd.
De vereniging werd in 1974 opgericht. Het initiatief werd genomen door de Communistische Partij van Suriname ter gelegenheid van de 25e verjaardag van de oprichting van de Volksrepubliek China. 
Op dat moment was Suriname nog niet onafhankelijk en waren er nog geen diplomatieke betrekkingen met China. De onafhankelijkheid was niettemin al in zicht (25 november 1975). In oktober 1974 sprak gouverneur Johan Ferrier tijdens een feestelijke lunch in Paramaribo ter gelegenheid van het 25-jarige jubileum uit en dat Suriname openstond voor financiële ontwikkelingshulp uit China.
In 1998 bracht een delegatie van de vereniging een bezoek aan China. 
In 2019 deden voor het eerst Surinaamse kunstenaars mee aan de 8e internationale kunst-biënnale in Peking.

## Voorzitters
De volgende lijst is niet compleet:
- 1974-?: Weiamai
- Rond 2011: Lennard Johns
- Rond 2015-2025: Dirk Currie[4][1]